# 東京大学大学院理学系研究科附属臨海実験所

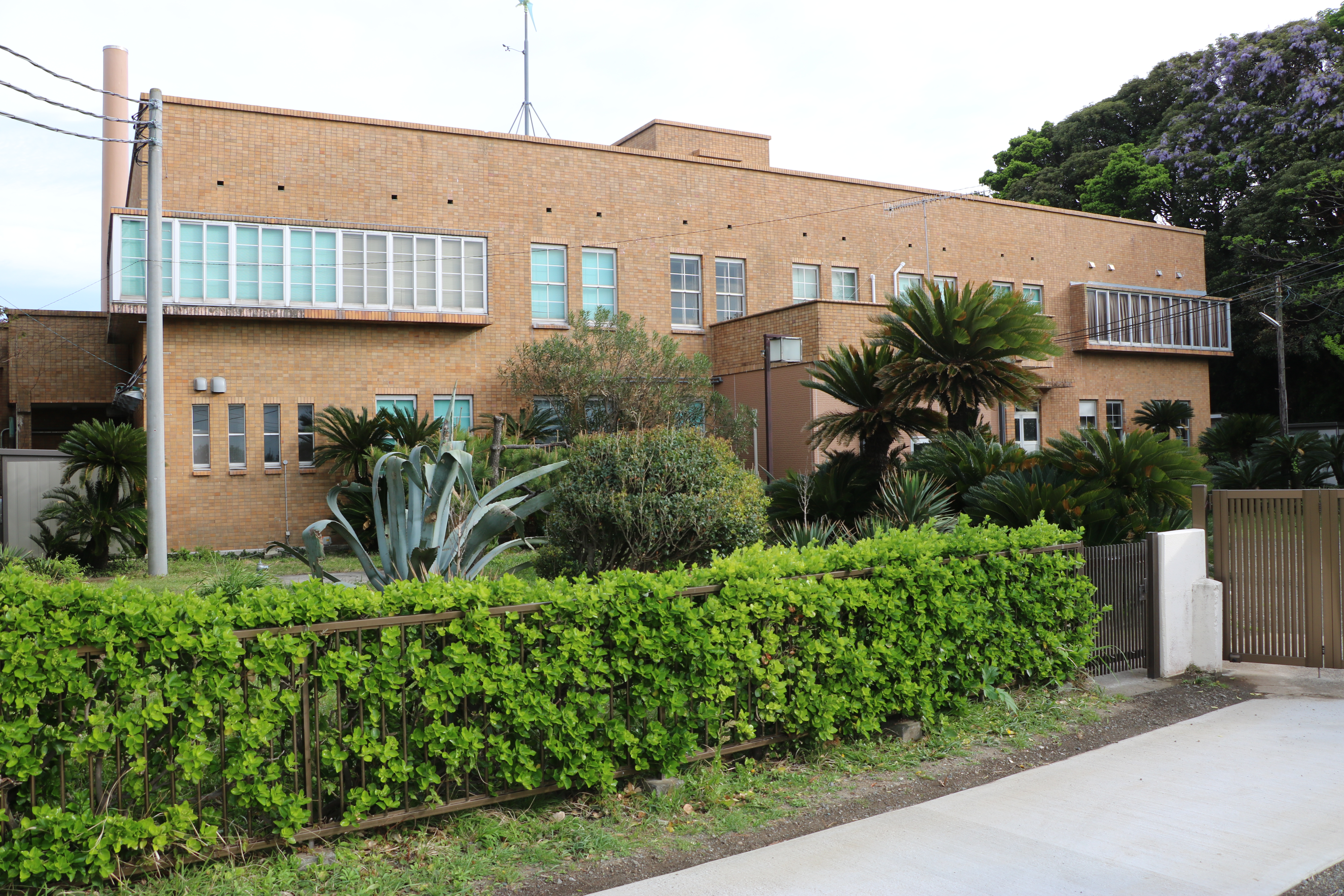
三崎臨海実験所記念館。
1935年（昭和10年）築の旧実験所本館）
2018年4月15日撮影。

東京大学大学院理学系研究科附属臨海実験所（とうきょうだいがくだいがくいんりがくけいけんきゅうかふぞくりんかいじっけんじょ、英称：Misaki Marine Biological Station, the University of Tokyo）は、神奈川県三浦市三崎町にある東京大学の附属研究所である。三崎臨海実験所（みさきりんかいじっけんじょ）とも呼ばれる。日本最初の臨海実験所として1886年（明治19年）に創設され、1897年（明治30年）に油壺に移転し現在に至っている。

## 概要
三浦半島の西南端の三崎に所在する。油壺湾と諸磯湾の入口に当たり、豊かな生物相を有しており、この付近で採集可能な動物種は500種を超えるという。
箕作佳吉（東京帝国大学理科大学・動物学教授）が、入船の幕府船番所跡の敷地に木造の研究棟を立てたのが始まりで、基礎生物学の研究教育施設として世界に先駆けて設立された。生物科学の研究教育において数多くの業績を残し、現在も遺伝学、細胞生物学など様々な研究教育活動に活用されている。1993年に新実験研究棟が竣工。水深1,000メートルまでの生物を調査することができる臨海丸などの装備もある。
1928年から水族室は一般公開されており、1932年には付属の水族館を開設し、有料で公開していたが、付近に京急油壺マリンパークが開業するとその影響で動員数が減少し、1971年8月に閉鎖した。
1999年、2001年には桟橋が大幅に改良され、2000年には建物のホールを高等学校生徒の勉強の場として解放。2002年には潜水作業専用の潜水作業棟が整備された。現在は野外研究調査の拠点として、また海洋生物学の啓蒙の場として整備されている。
2013年7月に標本等約100点を展示する海洋教育展示室が開設された（通常は学校関係者等を対象に公開されているが一般公開が実施されることもある）。

## 教育
三崎臨海実験所は理学部生物学科、教養学部（全学体験ゼミナール）、農学部（水圏生命科学専修・水圏生産環境科学専修）の学生実習に利用されており、他大学生も受講できる公開実習も行われている。また、東京大学大学院理学系研究科生物科学専攻に協力講座として参加し、大学院生を受け入れている。

## 所在地・交通アクセス
- 〒238-0225 神奈川県三浦市三崎町小網代1024

京急久里浜線三崎口駅から出る油壺行きのバスの終点から徒歩5分ほど。